# Бригады аль-Хансы
Бригады аль-Хансы (араб. لواء الخنساء‎) — женское полицейское формирование и военизированная структура по контролю за нравственностью в составе террористической организации Исламское государство. Основана в феврале 2014 года.
Получила своё название в честь арабской поэтессы времён раннего ислама аль-Хансы. Группа состояла из одних женщин, которые обладали навыками владения оружием и выступали в роли религиозной полиции, следящей за нравами и нравственностью, а также за контролем над внешним видом и одеждой людей на территории Исламского государства. Группа состояла преимущественно из джихадистски настроенных женщин иностранного происхождения, которые за месяц проходили в Сирии обучение владению оружием и имели право владеть и применять его и водить автомобиль. В группу входили в основном британки в возрасте 18—25 лет.